# Lotha
Le lotha est une langue tibéto-birmane du groupe des langues naga, parlée dans l'État du Nagaland, en Inde, par 36 000 personnes au recensement de 1971.

## Phonologie

### Voyelles
|         | Antérieure | Centrale | Postérieure |
| ------- | ---------- | -------- | ----------- |
| Fermée  | i [i]      |          | u [u]       |
| Moyenne | e [e]      | ə [ə]    | o [o]       |
| Ouverte |            | a [a]    |             |

### Consonnes
|              |               | Labiales  | Labiales        | Alvéolaires   | Alvéolaires   | Alvéolaires | Dorsales | Glottales |
| ------------ | ------------- | --------- | --------------- | ------------- | ------------- | ----------- | -------- | --------- |
| Bilabiales   | Labiodentales | Centrales | Latérales       | Palatales     | Vélaires      |             |          | Glottales |
| Occlusives   | simples       | p [p]     |                 | t [t]         |               |             | k [k]    |           |
| Occlusives   | aspirées      | ph [pʰ]   |                 | th [tʰ]       |               |             | kh [kʰ]  |           |
| Affriquées   | simples       |           | pf [p͡f] pv [p͡v] | c [t͡s]        |               | č [ t͡ʃ ]    |          |           |
| Affriquées   | aspirées      |           |                 | ch [t͡sʰ]      |               | čh [ t͡ʃʰ]   |          |           |
| Fricatives   | sourdes       |           | f [f]           | s [s]         |               | š [ ʃ ]     |          | h [h]     |
| Fricatives   | sonores       |           | v [v]           | z [z]         |               | ž [ ʒ]      |          |           |
| Nasales      | simple        | m [m]     |                 | n [n]         |               | ñ [ ɲ]      | ŋ [ŋ]    |           |
| Nasales      | aspirée       | mh [mʰ]   |                 | nh [nʰ]       |               | ñh [ ɲʰ]    | ŋh [ŋʰ]  |           |
| liquide      | liquide       |           |                 | r [r] rh [rʰ] | l [l] lh [lʰ] |             |          |           |
| Semi-voyelle | Semi-voyelle  | w [w]     |                 |               |               | y [ j]      |          |           |

### Tons
Le lotha est une langue tonale. Il possède trois tons : montant, descendant, et égal.

## Source
- (en) K.P. Acharya, 1983, Lotha Grammar, Mysore, Central Institute of Indian Languages.